# 22 ق هـ
22 ق هـ هي السنة الثانية والعشرون السابقة للهجرة النبوية، وهي توافق ما بين سنتي 600 و601 حسب التقويم الميلادي، أي أنها بدأت في سنة 600م وانتهت في سنة 601م.